# Éloi Johanneau
Éloi Johanneau (Contres, 2 de octubre de 1770-París, 24 de julio de 1851) fue un escritor, filólogo y antiquario francés.

## Principales publicaciones
- Nouvelle ornithologie d'après la méthode de Lacépède (1805)
- Monuments celtiques, ou Recherches sur le culte des pierres (1805)
- Mélanges d'origines étymologiques et de questions grammaticales (1818)
- État de la France et description de Paris en 1815 (1820)
- Rhétorique et poétique de Voltaire appliquées aux ouvrages des siècles de Louis XIV et de Louis XV, ou Principes de littérature tirés textuellement de ses œuvres et de sa correspondance (1828)
- Épigrammes contre Martial, ou les Mille et une drôleries, sottises et platitudes de ses traducteurs, ainsi que les castrations qu'ils lui ont fait subir, mises en parallèle entre elles et avec le texte, par un ami de Martial (1834)

Traducción
- Sófocles : Antigone, tragédie en 5 actes, avec des chœurs lyriques, traduite en vers français (1844)